# Zamek w Bieczu
Zamek w Bieczu – zamek królewski w stylu gotyckim usytuowany na Górze Zamkowej w Bieczu, po którym zachowały się jedynie fundamenty. 

## Historia
Na wzgórzu nazywanym Górą Zamkową przy drodze z Biecza do Nowego Sącza, na miejscu wczesnośredniowiecznego grodu wybudowano w XIII wieku murowany zamek obronny, który był terenową siedzibą książąt i królów polskich. Często odnotowywano pobyt w nim króla Władysława Łokietka i jego syna Kazimierza Wielkiego. Przy zamku wzmiankowany był kościół św. Piotra. W 1401 roku na zamku król Władysław Jagiełło zaręczył się z Anną Cylejską. W 1439 roku na zamku król Władysław Warneńczyk spotkał się z królem węgierskim Albrechtem Habsburgiem. Zamek ostatecznie przestał pełnić funkcję obronną w 2 połowie XV wieku. W 1475 roku Kazimierz IV Jagiellończyk polecił rozebrać zamek i przenieść siedzibę starosty do drugiego zamku. Ruiny zamku i całej fortyfikacji istniały jeszcze w XIX wieku. O istnieniu zamku świadczą tylko zachowane w ziemi fundamenty.
W 1961 roku przeprowadzono wykopaliska archeologiczne.

## Architektura
Zamek miał kształt wydłużonego prostokąta o wymiarach 20 x 42 m i posiadał od północy okrągłą wieżę o średnicy 10 m. Od południa wzgórze obmywała rzeka Ropa. 

## Inne zamki w Bieczu
Oprócz zamku na Górze Zamkowej w Bieczu znajdował się także niewielki zamek, w miejscu którego powstał później kościół św. Ducha w Bieczu i szpital oraz trzeci zamek, w miejscu którego zbudowano Kościół i klasztor franciszkański w Bieczu.